# اچ‌ام‌اس مایندر (۱۸۴۰)

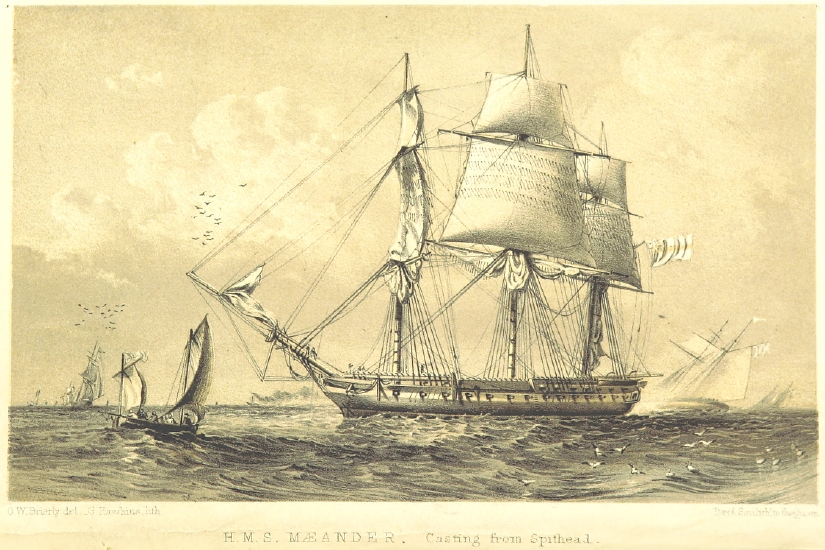
اچ‌ام‌اس مایندر (۱۸۴۰)

اچ‌ام‌اس مایندر (۱۸۴۰) (به انگلیسی: HMS Maeander (1840)) یک کشتی بود که طول آن ۱۳۳ فوت (۴۱ متر) بود. این کشتی در سال ۱۸۴۰ ساخته شد.